# 瓦尔特·马托舍维奇
瓦尔特·马托舍维奇（1970年6月11日—），克罗地亚男子手球运动员。他曾代表克罗地亚国家队参加1996年和2004年夏季奥林匹克运动会手球比赛，获得二枚金牌。